# 單伯原父
單伯原父（？—？），是西周晚期的单国的君主，姬姓，伯爵，名原父。出土文物单伯原父鬲，是证明古文献关于單伯原父记载的实物资料。
| 前任： 单伯昊生 | 单国国君 — | 繼任： 中隔數世至单伯 |